# Reiner Stumptner
Reiner Stumptner (* 7. Juli 1964) ist ein ehemaliger deutscher Fußballtorhüter.

## Karriere
Stumptner absolvierte lediglich ein Spiel in der Bundesliga, als er am 13. Spieltag der Saison 1986/87 für den 1. FC Nürnberg bei der Begegnung beim 1. FC Köln im Tor stand. Die Franken verloren mit 1:3. Außerdem hatte er noch drei Einsätze im DFB-Pokal, zwei davon für die 2. Mannschaft.

## Einzelnachweis
1. ↑  https://www.weltfussball.de/spielbericht/bundesliga-1986-1987-1-fc-koeln-1-fc-nuernberg/ Abgerufen am 19. September 2018.

| Personendaten    | Personendaten            |
| ---------------- | ------------------------ |
| NAME             | Stumptner, Reiner        |
| KURZBESCHREIBUNG | deutscher Fußballspieler |
| GEBURTSDATUM     | 7. Juli 1964             |
| GEBURTSORT       | Deutschland              |